# Vittorio Zippel
Vittorio Zippel (Trento, 4 marzo 1860 – Trento, 4 aprile 1937) è stato un politico italiano.

## Biografia
Nato il 4 marzo 1860 a Trento (allora parte dell'Impero austriaco), era fratello dello storico Giuseppe Zippel (1865 - 1929).
La sua formazione fu fortemente influenzata dall'attività presso la casa editrice del padre Giovanni e collaborò attivamente alle riviste da lui pubblicate come editore. Proprio grazie a questa attività, maturò le proprie convinzioni irredentiste. Membro della società Pro Patria e del comitato centrale della Lega nazionale, Zippel promosse numerose iniziative di carattere culturale e patriottico e fu tra i fondatori della Società alpinisti tridentini. Fu anche in stretti rapporti con Cesare Battisti.
Nel 1898 venne eletto consigliere comunale, e successivamente diventò assessore.
Fu vice-podestà dal 1911 e podestà di Trento dal 22 settembre 1913 al 20 maggio 1915, quando venne rimosso dalla carica a causa del suo irredentismo. L'anno successivo venne arrestato e nel 1917 viene condannato a 8 anni di prigione, scontati in parte al carcere di Graz.
Dopo la liberazione, il 21 novembre 1918 diventò sindaco, su nomina del generale Guglielmo Pecori Giraldi. rimase in carica fino al 1922 e gli succedette Giovanni Peterlongo.
Il 24 febbraio 1919 fu nominato Senatore del Regno d'Italia per aver illustrato la patria "con servizi o meriti eminenti". Prestò giuramento il 10 marzo dello stesso anno. 
Nel 1932 accettò la tessera del PNF.
Morì a Trento il 4 aprile 1937.